# Brunhilda

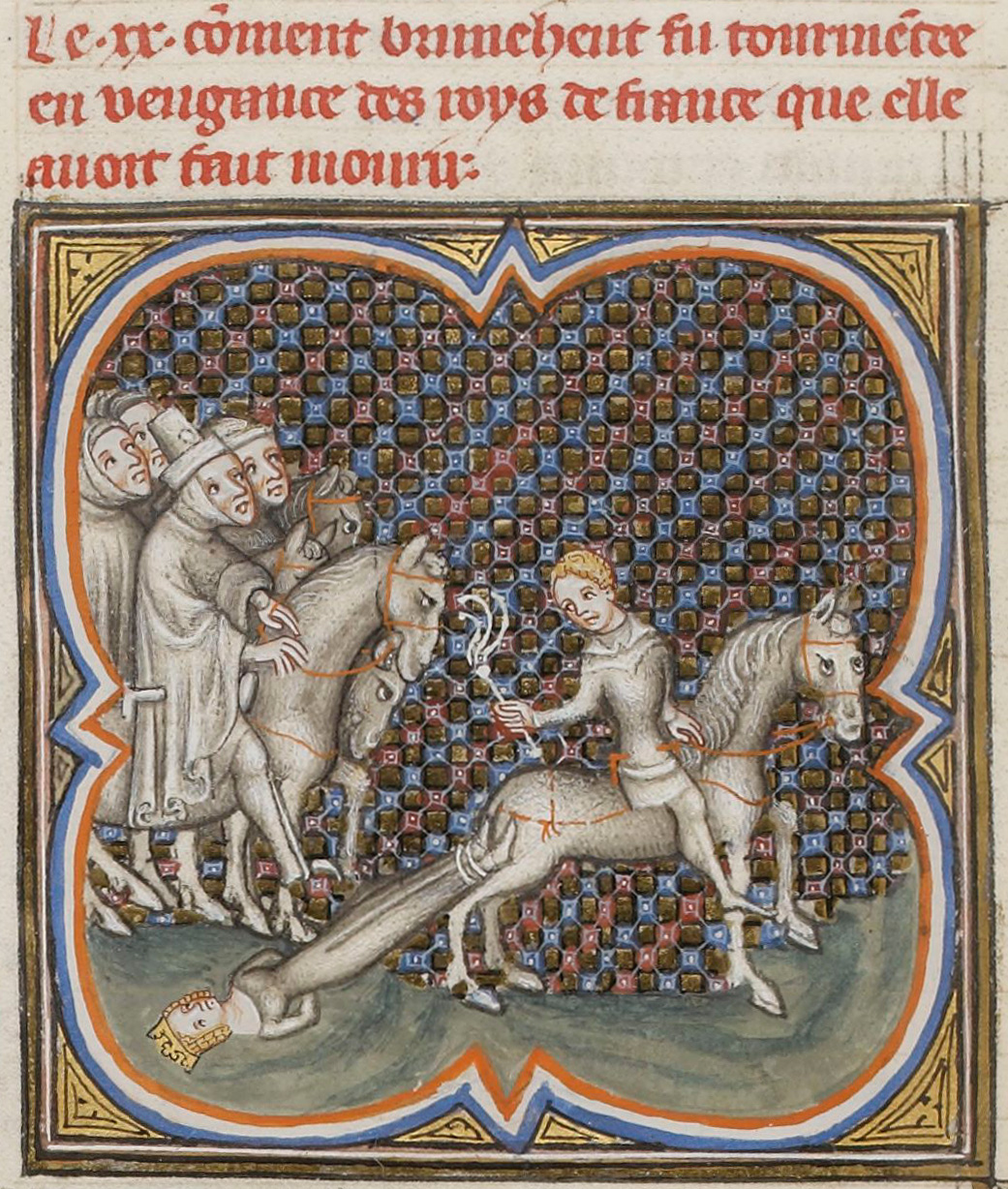
Středověká miniatura Brunhildiny popravy

Brunhilda nebo Brunichilda (543? Toledo – 613 Renève, Côte-d'Or) byla franská královna, manželka Sigiberta I.
Jejím otcem byl vizigótský král Athanagild a matkou Goiswintha. V roce 567 se stala manželkou Sigiberta I., krále Austrasie. Sňatek vyvolal bratrovražedný boj, kdy Sigibertův bratr Chilperich I. zavraždil Galswinthu, Brunhildinu sestru, za což Brunhilda požadovala pomstu. V krvavé bratrovražedné válce získal převahu Sigibert I., ale před rozhodujícím bojem se Chilperichovi podařilo s bratrem sjednat mír, aby zabranil úpadku jejich říší.
V roce 575 se konflikt mezi bratry rozhořel znovu, protože Sigibert měl nejlepší vyhlídky na sjednocení obou království pod své vedení, neboť ho i Chilperichem ovládaní Frankové provolali králem. Toho se obávala Chilperichova konkubína či milenka a budoucí manželka Fredegunda, proto když se ve Vitry-en-Artois shromáždilo celé franské vojsko, nechala Chilperichovi stoupence pod záminkou důležité zprávy proniknout k Sigibertovi, kteří ho zavraždili dýkou potřenou jedem.
| „               | Když pak přišel na dvůr, jehož jméno je Vitry, shromáždilo se okolo něj všechno vojsko, vyzdvihlo jej na štítě a ustanovilo jej za svého krále. Tu však pod záminkou, jako by chtěli něco navrhnout, se k němu protlačili dva královnou Fredegundou svedení sluhové a velkými, jedem napuštěnými noži, kterým se lidově říka scramasaxy, mu poranili oba boky. Sigibert vykřikl, zhroutil se a zakrátko vydechl naposledy. | “ |
| — Řehoř z Tours | |   |

Brunhilda se po vraždě manžela znovu provdala za Chilperichova syna Merovecha. S tímto sňatkem Chilperich nesouhlasil a žádal syna, aby se s vdovou po svém strýci rozvedl. Merovech žádost svého otce odmítl a tak Chilperich nařídil provést na Merochovi rituální postřižiny a uvěznit ho v klášteře v Le Mans. Později se Merovechovi z kláštera podařilo uprchnout, ale královským důvěrníkem byl vlákán do pasti. Aby nepadl do rukou blížícího se otce, nechal se raději vlastním sluhou proklát mečem.
| „ | Avšak Merovech, kterého zadržovali v jakémsi malém domku, dostal strach, že by jej jako oběť msty nepřátel čekaly strašné tresty, a proto povolal k sobě důvěrníka Gailena a řekl: ‚Byli jsme až dosud jediná duše a jediná mysl. Chci proto, abys nedovolil, abych padl do rukou nepřátel! Vezmi meč a probodni mne!‘ A Gailen neváhal a probodl jej nožem. | “ |
| — | |   |

Vznikla však pověst, že byl zavražděn na Fredegundin rozkaz. Fredegunda se také několikrát neúspěšně pokoušela pomocí najatých vrahů zavraždit Brunhildu. Když Fredegunda zemřela, Brunhilda získala vládu jak v Austrasii, tak v celé Franské říši. Během života byla regentem svému synovi Childebertovi II. (571–596), poté svým vnukům Theudebertovi II. a Theuderichovi II., těsně před svou smrtí v roce 613 byla krátkou dobu regentem i svému pravnukovi Sigibertovi II. I po smrti Fredegundy se znovu dostala do sporů s Fredegundiným synem Chlotharem II., synem Chilpericha, který ji nechal zajmout, obvinil ji ze smrti deseti franských králů a v roce 613 dal usmrtit.
| „ | Pak ji dal přivázat za vlasy, jednu ruku a jednu nohu k ohonu mimořádně divokého koně, a její údy byly roztrhány údery kopyt a divokostí koňského běhu. | “ |
| — | |   |

Po vítězství nad královnou tak sjednotil celou Franskou říši. Za Brunhildiny regentské vlády se posílila moc majordomů.